# Súng cối M224

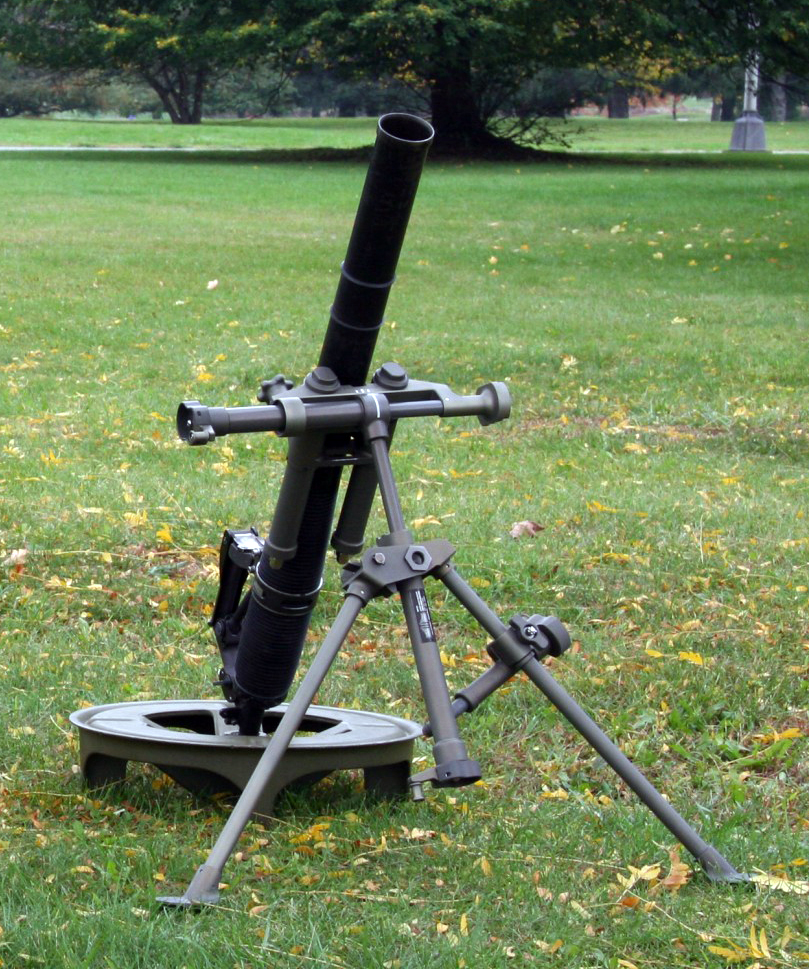
Súng cối M224 - 60 mm

M224 60 mm LWCMS (Lightweight Company Mortar System) - (Hệ Thống Súng Cối Hạng Nhẹ Cấp Đại Đội) là một loại súng cối có nòng trơn, nạp đạn từ đầu nòng, có góc bắn lớn được sử dụng để hỗ trợ hoả lực tầm gần cho bộ binh. Nó đã được quân đội Hoa Kỳ sử dụng rộng rãi trong Chiến tranh ở Afghanistan.

## Mô tả

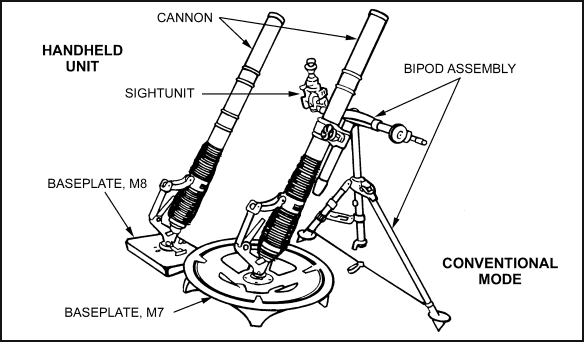
Các thành phần cấu tạo súng cối M224

1 hệ thống M224 bao gồm các bộ phận sau:
- Nòng súng M225: khối lượng 14.4 lb (6.5 kg)
- Chân đỡ M170: khối lượng 14.4 lb (6.5 kg)
- Đế M7A1 sử dụng ở trạng thái bắn thông thường: khối lượng 9.6 lb (4.4 kg) hoặc
- Đế M8 sử dụng ở trạng thái bắn cầm tay: khối lượng 3.6 lb (1.4 kg)
- Ống ngắm M64A1 (hiện đã thay thế bằng cơ cấu ngắm M67): khối lượng 2.5 lb (1.1 kg)

Cơ cấu giá đỡ bao gồm một chân đỡ và một tấm đế, được thiết kế các cơ cấu nâng và xoay kiểu vặn vít giúp nâng hạ góc tầm hoặc xoay ngang góc hướng của nòng súng. Ống ngắm M64A1 được gắn vào giá đỡ hai chân. Súng cối có thể bắn ở kiểu tiêu chuẩn với chân đỡ cố định hoặc kiểu cầm tay (không có chân đỡ). M224 có thể khai hoả bằng phương pháp truyền thống (tức viên đạn được thả từ đầu nòng và đập vào kim hoả dưới đáy nòng súng) hoặc bắn chủ động thông qua cơ cấu kim hoả lò xo (tương tự như cách bắn súng truyền thống cho phép xạ thủ khai hoả khi phù hợp).
Súng cối M224 là hoả lực được trang bị ở cấp đại đội bộ binh. Mỗi trung đội có hai khẩu súng cối nhỏ là biên chế cơ bản của các đại đội bộ binh Lục quân (bộ binh hạng nhẹ, lính dù, trực thăng vận) và các đại đội biệt kích. Riêng mỗi Đại đội thuộc lực lượng Thuỷ quân lục chiến Hoa Kỳ trang bị 3 súng cối trong mỗi trung đội của đại đội.

## Lịch sử
Súng cối M224 LWCMS (Hệ Thống Súng Cối Hạng Nhẹ Cấp Đại Đội) ra đời đã thay thế các loại súng cối cũ hơn (có từ Thế chiến 2) là M2 và M19 kém chính xác. Nguyên mẫu đầu tiên bắt đầu được sản xuất từ giữa những năm 1970 trong Chiến tranh Việt Nam. Các hệ thống M2 và M19 có tầm bắn hiệu quả chỉ 2.000 m. Trong khi đó những hệ thống M224 được thiết kế để bắn tất cả các loại đạn cũ cùng với đó là các loại đạn chính mà chúng sử dụng là loại mới hơn, tầm bắn xa hơn, lên tới 3.489 m. Năm 2011, phiên bản M224A1 cải tiến đã được đưa vào trang bị, M224A1 bao gồm nòng súng M225A1, cụm chân đế M170A1, tấm đế M7A1, tấm đế phụ M8 và bộ phận ngắm M64A1. Bằng cách giảm số lượng thành phần và sử dụng vật liệu nhẹ hơn, hệ thống súng cối M224A1 nặng khoảng 37,5 lbs (17 kg), nhẹ hơn 20% so với M224 ban đầu. Lục quân Mỹ có kế hoạch thay thế tất cả các hệ thống M224 cũ bằng khẩu M224A1 mới. Đồng thời, một phiên bản nhẹ hơn của cối 81mm M252 cũng được phát triển.

## Đạn dược
M224 Mortar có thể bắn các loại đạn chính sau đây:
- Đạn nổ mạnh (HE): Ký hiệu M888, M720 và M720A1. Được sử dụng để chống lại các mục tiêu con người và phương tiện nhẹ.
  - M1061: Đạn HE được cải tiến với đầu đạn văng mảnh tăng cường hiệu suất và tính an toàn của đầu đạn.[1]
- Đạn khói (WP): Ký hiệu M722. Được sử dụng để gây nhiễu, phát tín hiệu hoặc đánh dấu mục tiêu.[2]
- Đạn chiếu sáng (Illumination): Được sử dụng trong các nhiệm vụ ban đêm cần yêu cầu chiếu sáng vùng/khu vực để hỗ trợ quan sát.
- Đạn thực hành huấn luyện (TP): Ký hiệu M50A2/A3. Được sử dụng để bắn thực hành, dùng trong huấn luyện đào tạo. Loại đạn này đã lỗi thời và không còn được sử dụng nữa.
- Đạn phosphorus đỏ: không bắn được từ súng cối 60mm.
- Đạn thực hành (FRPC): Ký hiệu M769. Loại đạn này được sử dụng để luyện tập hoặc loại bỏ kẹt đạn.
- Đạn M1061 MAPAM: do SAAB Technologies thiết kế và sản xuất, đây là loại đạn đa công dụng dùng chống phương tiện, cơ sở hạ tầng.

### Ngòi nổ
Đạn M224 có ba loại ngòi nổ: ngòi nổ đa công dụng (M734), ngòi nổ tiếp xúc (M525) và ngòi nổ hẹn giờ. M734 được sử dụng cho đạn nổ mạnh M720 (HE) và có thể được thiết lập để hoạt động với 3 cơ chế là nổ tiệm cận, nổ tiếp xúc hoặc nổ trễ.

## Hình ảnh

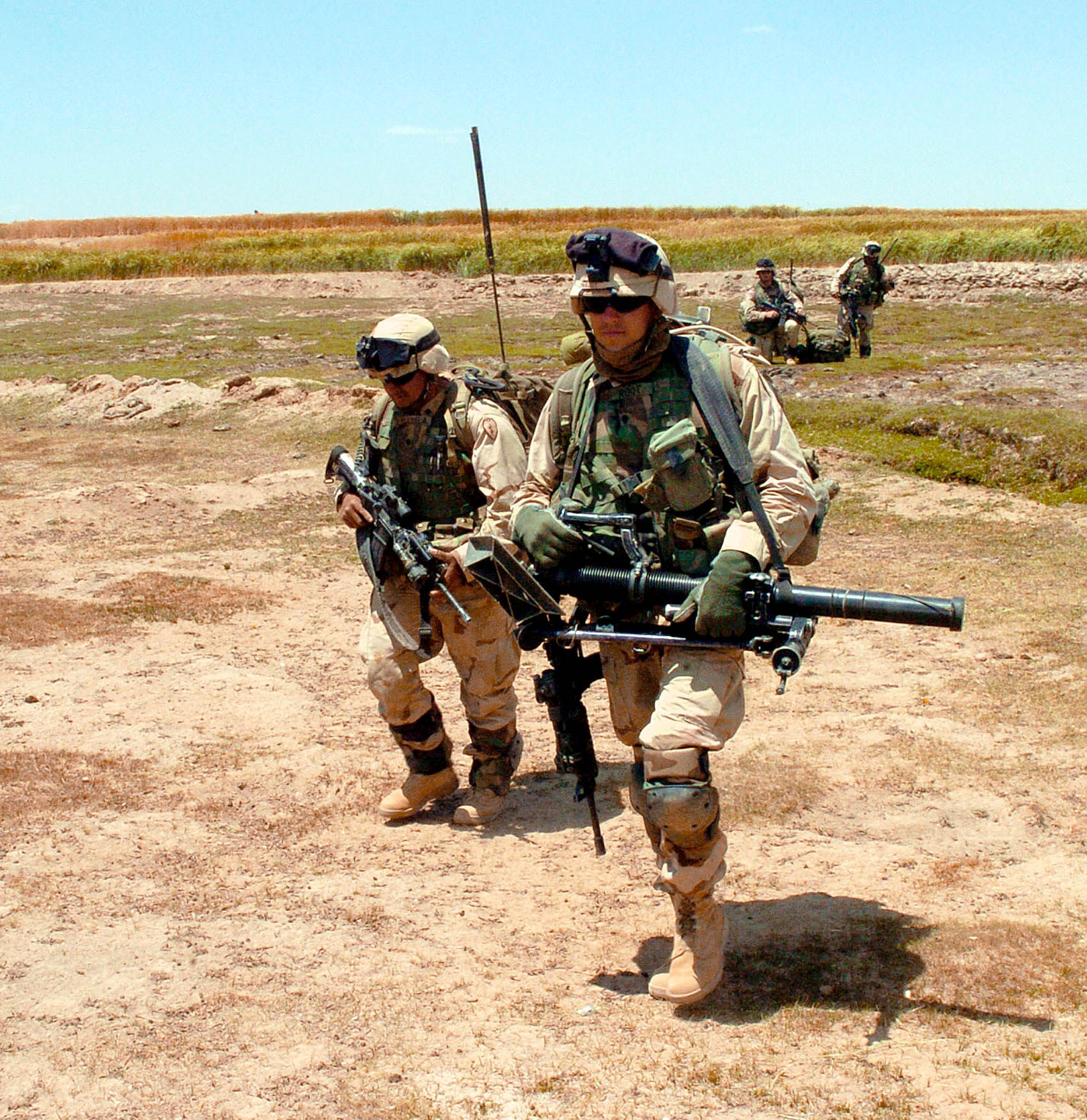
Lính bộ binh Mỹ ở Afghanistan, năm 2004 với cối M224 ở kiểu tiêu chuẩn (kèm đế M7A1)
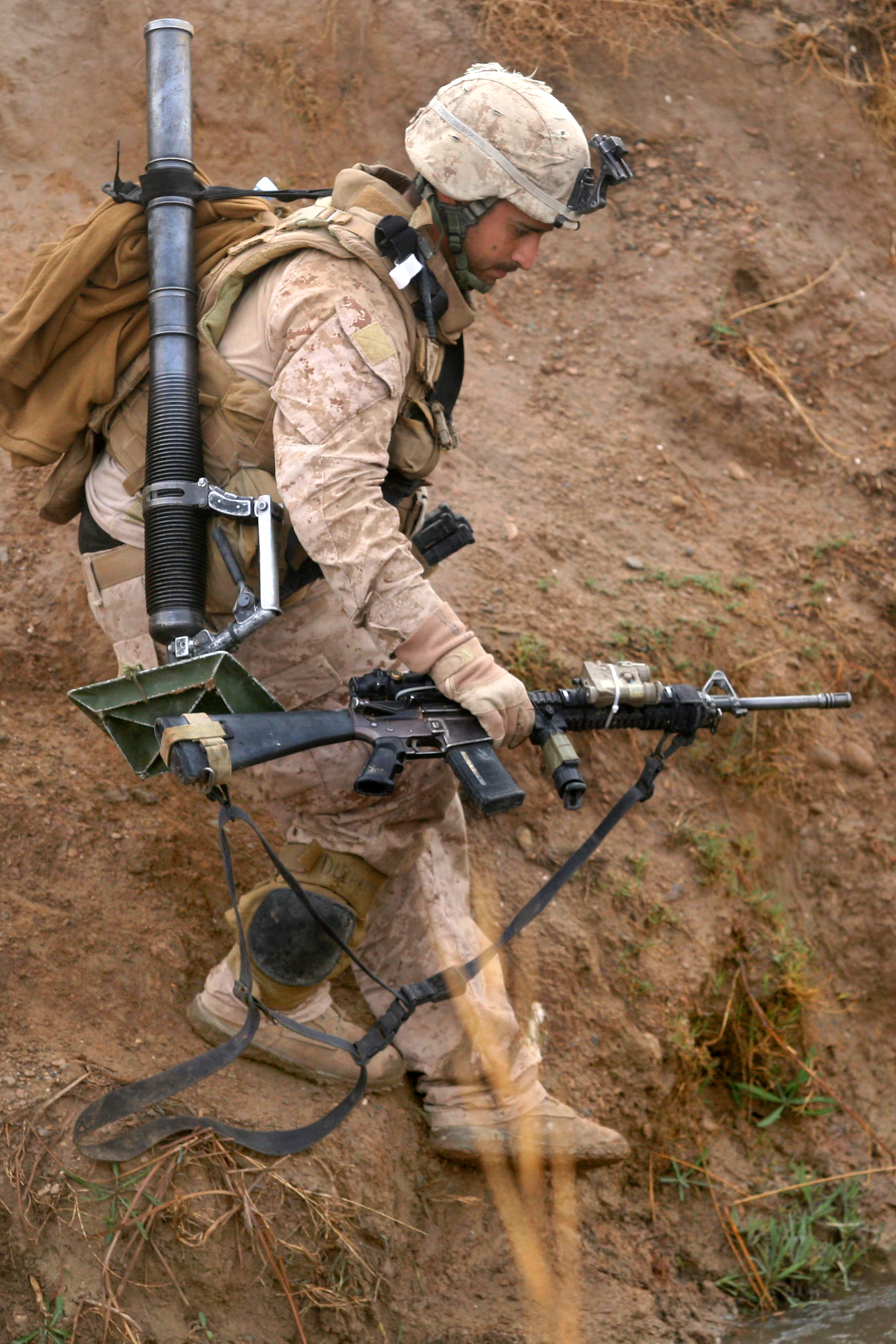
Lính thủy đánh bộ Mỹ ở Afghanistan, năm 2010 với cối M224 ở kiểu cầm tay (kèm đế M8)
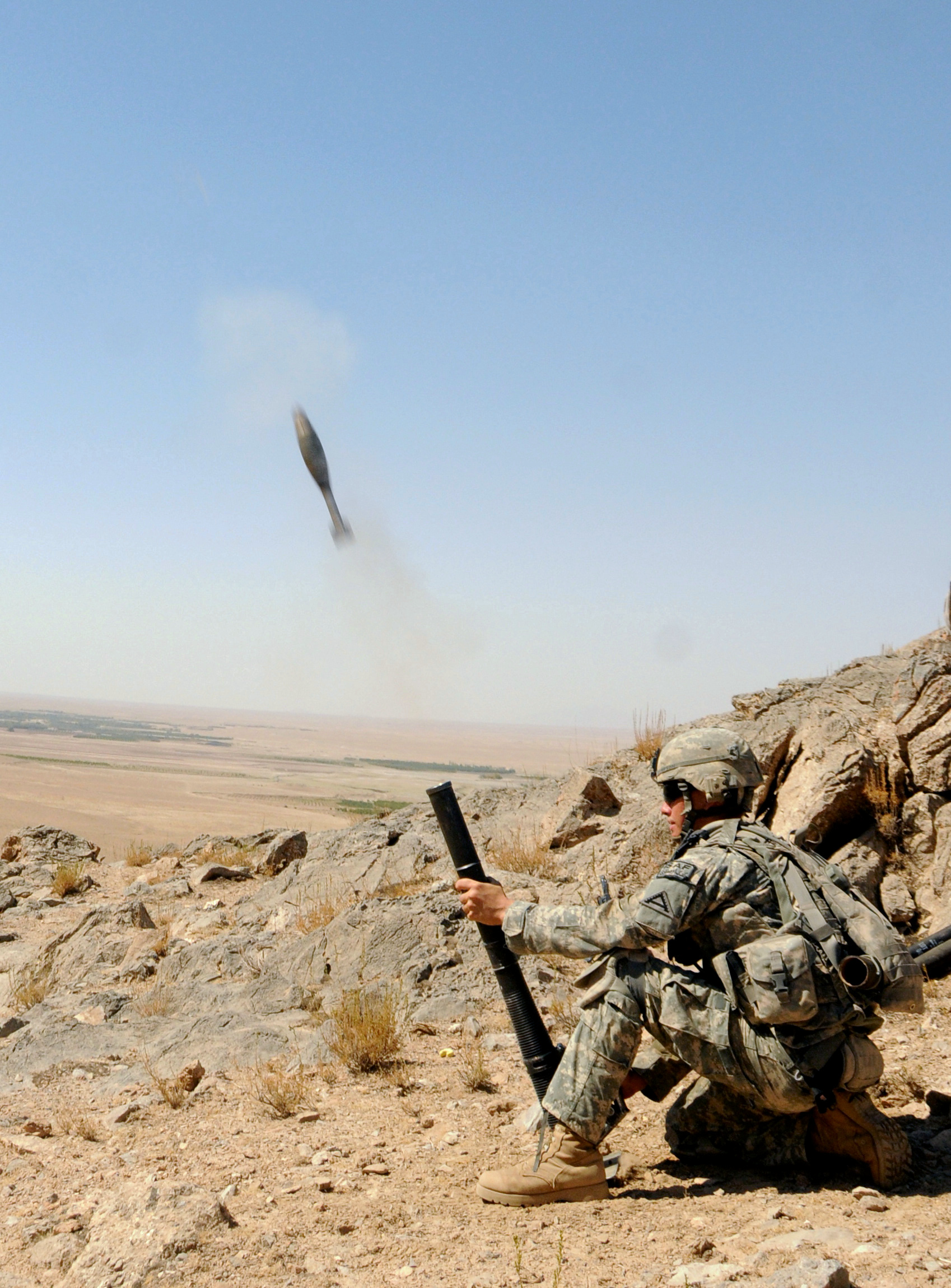
Khai hoả cối M224 ở kiểu cầm tay ở Afghanistan, 2010.
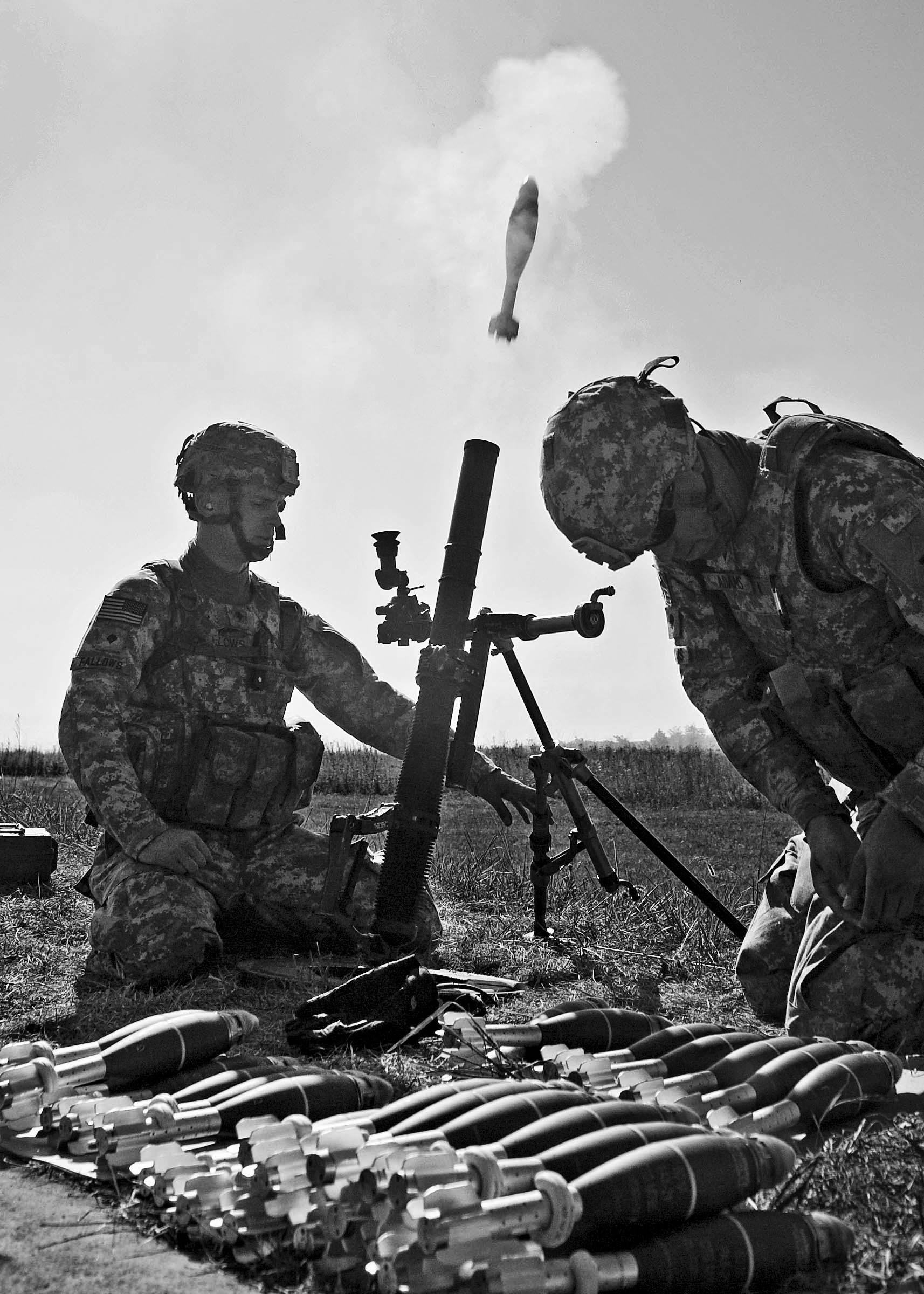
Trung đội súng cối Massachusetts khai hỏa M224 tại Trại Atterbury.
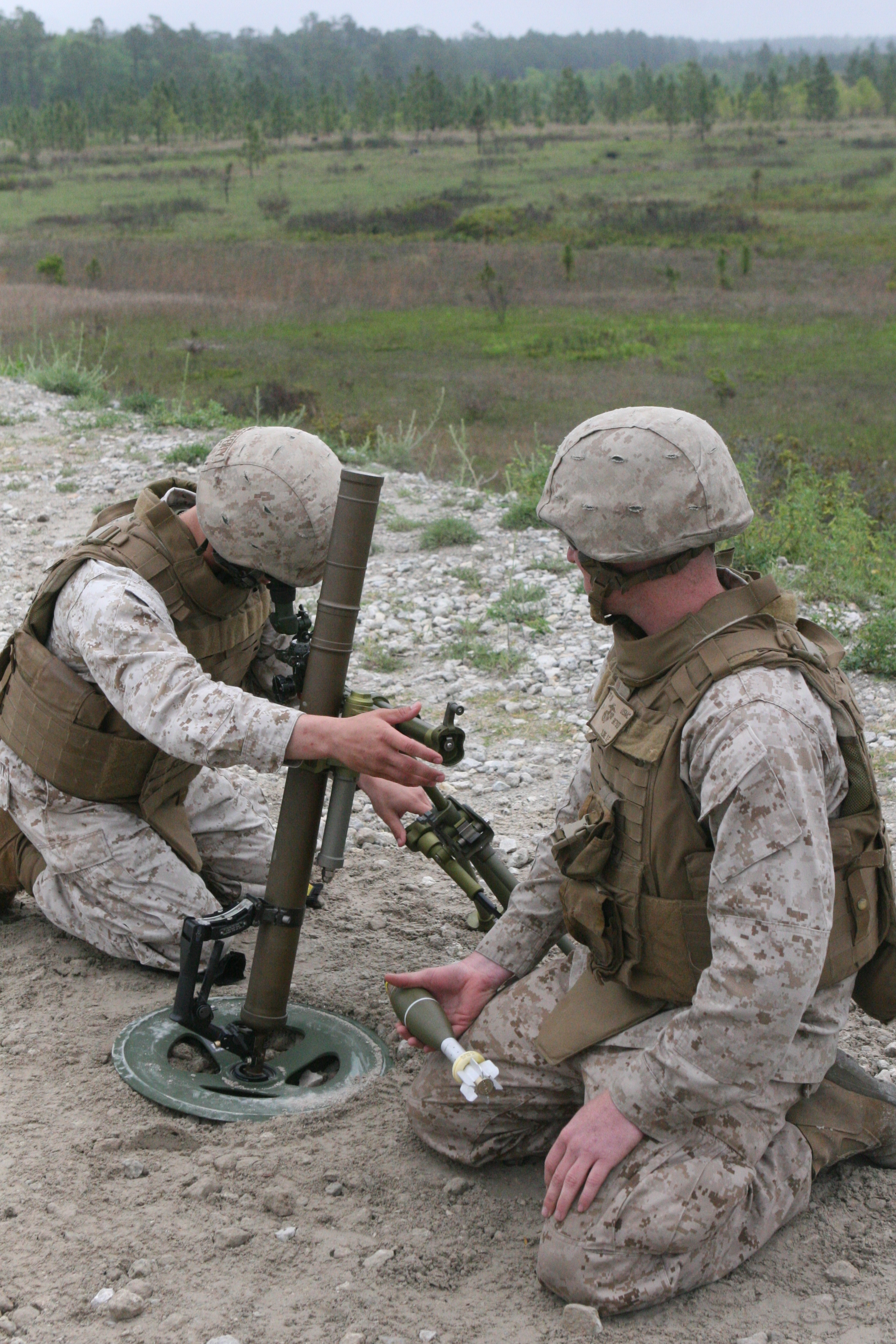
M224A1.
Huấn luyện bắn súng cối M224A1 ở Trung tâm Huấn luyện Yakima, 2013

## Người giới thiệu
1. ↑  Orbital ATK's M1061 mortar cartridge receives full material release Lưu trữ ngày 29 tháng 10 năm 2016 tại Wayback Machine - Armyrecognition.com, ngày 27 tháng 10 năm 2016
2. ↑  "M722 60mm Smoke Cartridge". Lưu trữ bản gốc ngày 7 tháng 9 năm 2009. Truy cập ngày 3 tháng 1 năm 2010.